# Tristan Malavoy
Pour les articles homonymes, voir Malavoy.
Tristan Malavoy, de son nom complet Tristan Malavoy-Racine, est un romancier, poète, musicien, scénariste et chroniqueur culturel québécois né le 14 mai 1973 à Sherbrooke. Depuis 2013, il pilote la collection « Quai no. 5 » aux Éditions XYZ.

## Biographie
À partir de 2003, Tristan Malavoy dirige la rubrique « arts et livres » du journal Voir Montréal. Entre 2001 et 2006, il publie trois recueils de poèmes aux Éditions Triptyque. En 2006, il sort également, chez Audiogram, un album de poésie chantée intitulé Carnets d’apesanteur.
À partir de 2009 et jusqu'en 2014, il tient une chronique littéraire dans l'émission culturelle Voir diffusée à Télé-Québec. De 2010 à 2012, il est rédacteur en chef du journal Voir Montréal.
Il sort en 2012 un deuxième album, Les éléments, composé d'une douzaine de titres. En 2014 paraît un mini-album intitulé Quatre, composé de quatre chansons, puis en 2018 le livre-disque L'école des vertiges, dix chansons accompagnées d'un récit d'une soixantaine de pages,. Comme parolier, il a collaboré entre autres avec Ariane Moffatt et Catherine Durand.
En 2015, paraît aux Éditions du Boréal un premier roman, Le Nid de pierres, qui figure sur la liste, établie par ICI Radio-Canada, des cent livres « incontournables » qui racontent le mieux leur époque. Suivra en 2020 L'oeil de Jupiter, un deuxième roman campé pour l'essentiel à La Nouvelle-Orléans,, couronné par le Prix France-Québec 2021.
Tristan Malavoy a par ailleurs coscénarisé le documentaire La musique à tout prix, portant sur les mutations de l'industrie de la musique à l'ère de la diffusion en ligne, qui a été diffusé à Télé-Québec en octobre 2016. Il a aussi coscénarisé Le gangster et le ministre (Historia, 2023), un docufiction croisant les parcours du caïd Lucien Rivard et de Guy Favreau, ministre de la Justice dans le cabinet de Lester B. Pearson,. En 2025, il signe le scénario du Pouvoir fantôme (Historia), un docufiction portant sur la CECO (Commission d'enquête sur le crime organisé),,.
Depuis 2013, il dirige aux Éditions XYZ la collection « Quai no. 5 », consacrée aux romans, aux nouvelles et aux romans graphiques.
Il est le fils de l'ex-politicienne du parti québécois, Marie Malavoy.

## Œuvres
- L'œil initial, Triptyque, poésie, 2001
- Les chambres noires, Triptyque, poésie, 2003
- Cassé-bleu, Triptyque, poésie, 2006
- Le Nid de pierres, Boréal, roman, 2015 (finaliste au Prix France-Québec 2016[22])
- Feux de position, Somme toute, chroniques et entretiens, 2017
- L'oeil de Jupiter, Boréal, roman, 2020 (Prix France-Québec 2021[23])
- Un endroit familier, Québec Amérique, récits, 2022[24]
- Ce que la nuit déposera dans tes mains, Mains libres, poésie, 2023
- Les arcanes (avec Paul-André Fortier et Etienne Pilon), XYZ, théâtre, 2023[25]

## Discographie
- 2006 : Carnets d’apesanteur - Coronet Liv/Audiogram (album de poésie chantée)
- 2012 : Les éléments - Audiogram
- 2014 : Quatre - Audiogram (microalbum)
- 2018 : L'école des vertiges - Audiogram/L'Hexagone[26]
- 2021 : L'éclat de l'or - Audiogram (microalbum)[27]